# Фалевичи (Гомельская область)
Фалевичи (бел. Фалевічы) — деревня в Озеранском сельсовете Рогачёвского района Гомельской области Беларуси.
Около деревни расположено месторождение глины.

## География

### Расположение
В 34 км на северо-запад от районного центра и железнодорожной станции Рогачёв (на линии Могилёв — Жлобин), 154 км от Гомеля.

### Гидрография
На западе Фалевичский канал.

## Транспортная сеть
Транспортные связи по просёлочной, затем автомобильной дороге Бобруйск — Гомель. Планировка состоит из чуть изогнутой широтной улицы, к которой на западе присоединяется короткая меридиональноя улица. Застройка двусторонняя, деревянная, усадебного типа.

## История
Впервые упоминается в письменных источниках под 1584 год, когда крестьяне из деревни Озераны делали «наезды» на деревню Фалевичи (входила в Тихиничское поместье). После 2-го раздела Речи Посполитой (1793 год) в составе Российской империи. С 1880 года действовал хлебозапасный магазин. В 1881 году в Тихиничской волости Рогачёвского уезда Могилёвской губернии. Согласно переписи 1897 года действовала школа грамоты. В 1909 году 749 десятин земли. В 1910 году открыта школа, которая размещалась в наёмном крестьянском доме.
В 1931 году организован колхоз. Во время Великой Отечественной войны оккупанты создали в деревне свой опорный пункт, разгромленный партизанами в декабре 1942 года. Каратели 13 октября 1943 года сожгли деревню и 235 жителей. Согласно переписи 1959 года в составе колхоза «XVII партсъезд» (центр — деревня Великая Крушиновка).

## Население

### Численность
- 2004 год — 36 хозяйств, 55 жителей.

### Динамика
- 1881 год — 32 двора, 260 жителей.
- 1897 год — 49 дворов, 335 жителей (согласно переписи).
- 1909 год — 401 житель.
- 1925 год — 96 дворов.
- 1940 год — 120 дворов, 593 жителя.
- 1959 год — 333 жителя (согласно переписи).
- 2004 год — 36 хозяйств, 55 жителей.